# Beulah (Dakota du Nord)
Pour les articles homonymes, voir Beulah.
Beulah est une ville de l’État du Dakota du Nord, aux États-Unis, avec 3 121 habitants lors du recensement de 2010, ce qui en fait la 14e ville de l’État par sa population.

## Histoire
Beulah a été fondée en 1914. Elle a été nommée d'après Beulah Stinchcombe, la nièce d'un promoteur terrien local.

## Démographie
| 1920 | 1930 | 1940 | 1950  | 1960  | 1970  |
| ---- | ---- | ---- | ----- | ----- | ----- |
| 552  | 913  | 942  | 1 501 | 1 318 | 1 344 |

| 1980  | 1990  | 2000  | 2010  | - | - |
| ----- | ----- | ----- | ----- | - | - |
| 2 908 | 3 363 | 3 152 | 3 121 | - | - |

## Source
- (en) Cet article est partiellement ou en totalité issu de l’article de Wikipédia en anglais intitulé « Beulah, North Dakota » (voir la liste des auteurs).